# Đuôi quặng
Quặng đuôi, còn được gọi là đuôi quặng, quặng cuối, là vật liệu được thải ra trong quá trình tuyển khoáng. Trong quặng đuôi vẫn còn hàm lượng khoáng sản có ích, vì quá trình chế biến khoáng sản không bao giờ đạt hiệu suất 100%. Quặng đuôi khác với quặng nghèo, đó là phần quặng trong mỏ có hàm lượng quặng thấp, không có giá trị về kinh tế và bị thải bỏ trong quá trình khai thác khoáng sản. Quặng đuôi cũng khác với đất đá thải hoặc vật liệu phủ trên mỏ quặng, bị di dời trong quá trình khai thác khoáng sản mà không được xử lý.
Việc khai thác khoáng sản được thực hiện theo hai cách: khai thác mỏ sa khoáng, trong đó sử dụng nước và trọng lực để tuyển các khoáng sản quý, hoặc khai thác mỏ quặng trong đá gốc, trong đó quặng được khai thác lên, nghiền thành hạt mịn và có thể dùng đến hóa chất để tách phần khoáng sản có ích trong quặng ra. Việc tách phần có ích ra cũng đồng thời sinh ra phần chất thải không có giá trị kinh tế và phải trải qua quy trình xử lý để thải ra môi trường đó chính là quặng đuôi. Quặng đuôi thường là hạt mịn, kích thước hạt khoảng một vài micromet, có dạng bùn (một hỗn hợp khoáng vật mịn và nước).
Để đảm bảo hoạt động khai thác khoáng sản thực hiện các bước đầy đủ nhằm đảm bảo khu vực chứa quặng đuôi an toàn với môi trường sau khi mỏ đóng cửa, chủ mỏ phải đóng một khoản tiền để đảm bảo cam kết về môi trường, sau khi đóng cửa mỏ nếu các thông số về môi trường vẫn được đảm bảo theo tiêu chuẩn thì cơ sở khai thác mỏ sẽ được hoàn trả lại số tiền này. Nếu cơ sở khai thác không thực hiện như trong cam kết, số tiền này sẽ được dùng để thuê đơn vị khác đứng ra xử lý môi trường. Ví dụ, tỉnh Quebec, Canada vừa đòi hỏi chủ mỏ phải nộp kết hoạch đóng cửa mỏ, vừa quản lý theo phương pháp này để đảm bảo tài chính 100% chi phí phục hồi ước tính.
Khi áp dụng cho khai thác than hoặc cát dầu, thuật ngữ "quặng đuôi" đề cập cụ thể đến chất thải lơ lửng trong nước.

## Thành phần
Các thành phần của quặng đuôi phụ thuộc trực tiếp vào các thành phần của quặng và quá trình khai thác, chế biến quặng.
Một số quá trình khai thác, ví dụ như  ngâm chiết vun đống (phương pháp để trích xuất các kim loại quý từ quặng thông qua một loạt các phản ứng hóa học hấp thụ khoáng chất cụ thể) có thể dẫn đến sự tồn tại các hóa chất độc hại trong quặng đuôi. Khai thác khoáng sản theo hình thức cũ, chẳng hạn như những người sử dụng trong những năm bùng nổ khai thác vàng ở Úc, dẫn đến quặng đuôi chất thành nhiều đống lớn nằm rải rác xung quanh khu vực khai thác. Dư lượng hóa chất trong đống quặng đuôi sẽ theo nước làm ô nhiễm nước mặt và nước ngầm của khu vực. Nếu khí hậu khô, quặng đuôi sẽ biến thành bụi, bị gió cuốn quanh khu vực khai thác bây giờ không hoạt động.
Thông thường, quặng đuôi sẽ bị nghiền nát thành dạng bột.
Quặng đuôi có thể còn sót lại một lượng kim loại sau quá trình chế biến từ quặng thô, và có thể chứa một lượng đáng kể các hợp chất bổ sung trong quá trình khai thác. Các nguyên tố hiếm khi ở dạng đơn chất mà thường ở dạng các hợp chất phức tạp.
Khoáng chất phổ biến và các yếu tố được tìm thấy trong quặng đuôi bao gồm:
- Asen - thường đi kèm trong quặng vàng.
- Barit (BaSO4).
- Canxit.
- Fluorit (CaF2).
- Nguyên tố phóng xạ - Hiện diện trong nhiều loại quặng.
- Thủy ngân.
- Lưu huỳnh – Dạng hợp chất sulfide.
- Cadmi.
- Hydrocarbon – Trong khai thác mỏ, các thiết bị chế biến (các loại dầu mỡ bôi trơn).

Phụ gia thường được tìm thấy trong chất thải:
- Xyanua – 2 dạng thường thấy là natri xyanua (NaCN) và hydro xyanua (HCN). Dễ bị pha loãng, thấm vào đất hoặc theo dòng chảy mặt, nó là chất dễ bị bay hơi nếu có tác nhân ánh sáng mặt trời.
- SEX – Natri ethyl xanthat – Chất phụ gia dùng trong phương pháp tuyển nổi.
- PAX - Kali amyl xanthat.
- MIBC - Methyl isobutyl carbinol – Chất phụ gia dùng trong phương pháp tuyển nổi.
- Axit sulfamic – Chất vệ sinh, tẩy cặn.
- Axit sulfuric – Được sử dụng với số lượng lớn trong quá trình PAL (ngâm chiết axit áp lực).

## Tác động đến môi trường
Các loại khoáng sản thường được hình thành dưới sâu, nơi có điều kiện nhiệt độ và áp suất cao. Khi quặng được đưa lên bề mặt sẽ dễ bị biến đổi trong môi trường giàu oxy, tạo nên các chất độc gây hại cho hệ sinh thái. Điển hình là các khoáng sulfide. Khi được đưa lên khỏi mặt đất, gặp môi trường oxy hóa mạnh sẽ giải phóng kim loại nặng và axit (quá trình hình thành dòng thải axit mỏ). Một trong những khoáng sulfide phổ biến nhất là pyrit (FeS2). Chính vì những yếu tố này không tương thích với môi trường nền trước khi khai thác mà nó có thể gây nên những vấn đề đối với hệ sinh thái và cộng đồng sau khi khai thác.
Xử lý quặng đuôi là một trong những vấn đề môi trường quan trọng nhất trong suốt thời gian của một dự án khai thác và chế biến khoáng sản. Các hoạt động khai thác mỏ thời kỳ đầu không thực hiện đầy đủ các bước thích hợp để làm cho khu vực chứa quặng đuôi trở thành an toàn về mặt môi trường sau khi đóng cửa mỏ. Ở các nước phát triển, nơi có các tiêu chuẩn môi trường nghiêm ngặt, việc xử lý quặng đuôi luôn được chú trọng. Trong khi đó, ở các nước đang phát triển không có những bước đi quan trọng để ngăn ngừa hoặc giảm thiểu thiệt hại đến môi trường.
Các thách thức phát triển bền vững trong việc quản lý quặng đuôi và đá thải là làm thế nào để xử lý, cách ly chúng. Nếu chúng được chứng minh là trơ với môi trường thì chúng ta không phải bận tâm nhiều. Nếu không, phải đảm bảo quặng đuôi được lưu trữ trong môi trường kín và ổn định, hạn chế nước và oxy xâm nhập vào hoặc nước.
Mặc dù quặng đuôi chủ yếu là vật liệu không có giá trị kinh tế (ví dụ: silica), nhưng ở một mức độ nào đó, các khoáng sản trong quặng ban đầu vẫn tồn tại trong quặng đuôi. Chất thải cũng thường chứa sulfide không khoáng hóa, nó có thể bị phá vỡ và giải phóng các kim loại và tạo ra các điều kiện có tính axit. Trong các hoạt động có thu hồi chì, urani và các kim loại nặng độc hại khác, điều này đại diện cho một mối nguy hiểm môi trường đáng kể. Ngoài các khoáng chất sẵn có trong quặng, trong một số loại quặng đuôi còn tồn tại một số chất độc hại trong quá trình chế biến quặng. Một số chất độc hại đối với biển như đồng sunfat, xanthat hoặc xyanua sẽ có mặt ở một mức độ nào đó trong một số quặng đuôi. Trong một số trường hợp, các thành phần của phần không kinh tế như đá mạch cũng có thể gây độc. Ví dụ tali trong quặng sulfide.
Để ngăn chặn tác động có hại của quặng đuôi, người ta thường có một cơ sở xử lý (thường là dạng một con đập, ao). Đây là một phương pháp thuận tiện lưu trữ từ chất thải thường ở dạng bùn khi chúng được thải ra. Cách lưu trữ này tiềm tàng nhiều rủi ro. Nếu đập chắn bị vỡ, một lượng lớn quặng đuôi sẽ tràn ra ngoài và có thể gây nên thảm họa môi trường. Như vậy, đây cũng là vấn đề quan tâm lớn cho môi trường.
Ngoài ra quặng đuôi tại nơi lưu trữ cũng có thể tác động xấu đến môi trường nếu như xảy ra hiện tượng thoát nước mỏ axit, hoặc dạng bụi nếu như khu vực lưu trữ không được che chắn cẩn thận. Nhiều thảm họa môi trường lớn đã xảy ra do vỡ đập lưu trữ hoặc các hình thức khác ra môi trường. Một số ví dụ là thảm họa môi trường Ok Tedi, trận lũ Buffalo Creek năm 1972, vụ tràn xyanua Baia Mare năm 2000 và tai nạn tại nhà máy alumina Ajka.

## Phương pháp lưu trữ

### Liên tục
Trong lịch sử, quặng đuôi sau khi được xử lý sẽ thải trực tiếp ra môi trường nước mặt như sông suối. Vì lo ngại về quặng đuôi sẽ ảnh hưởng đến nước mặt và các vấn đề khác, các hồ chứa quặng đuôi bắt đầu được xây dựng. Quặng đuôi dạng bùn sẽ được lưu trữ ở đây. Sau quá trình tuyển khoáng, quặng đuôi thường có dạng bùn loãng (nước thường chiếm từ 40 đến 80%). Sau khi quặng đuôi được bơm vào hồ chứa, bùn sẽ đần dần lắng xuống đáy và phần nước được tách ra. Ngoài phương pháp lưu trữ trong môi trường nước, quặng đuôi còn có thể được lưu trữ dưới dạng khô sau quá trình tác nước (ví dụ như xếp chồng khô, xem ở dưới đây). Phương pháp này cách ly tốt đối với môi trường và tiết kiệm nước nhưng lại cần chi phí lớn. Ngoài ra còn nhiều phương pháp khác.

### Lưu giữ trong đập hay hồ chứa

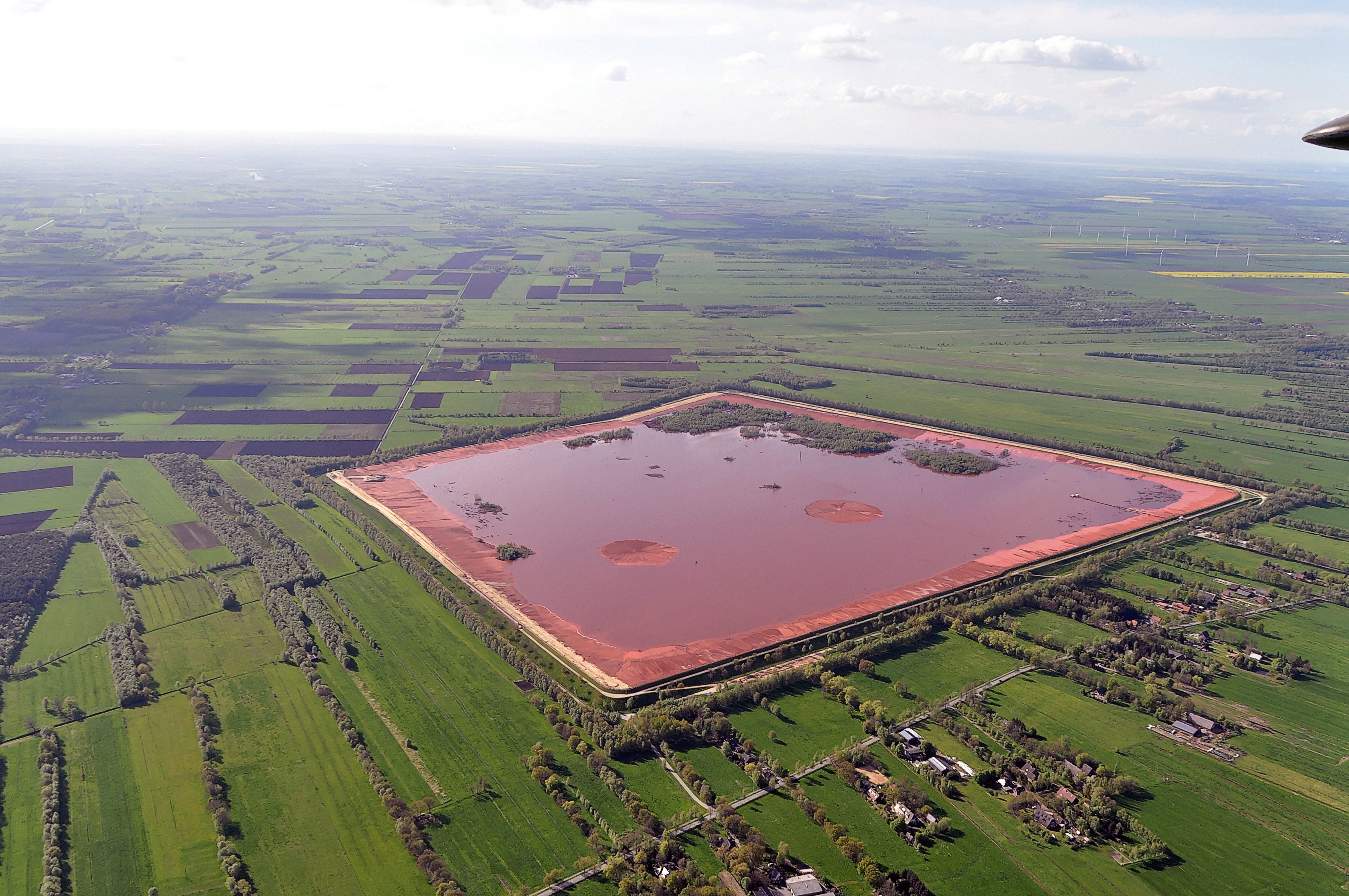
Quặng đuôi boxit gần Stade (Đức).

Quặng đuôi dạng bùn sẽ được bơm vào một hồ chứa. Tại đây, phần chất rắn sẽ có thời gian lắng đọng xuống đáy hồ. Hồ chứa thường được kết hợp với một con đập (trong trường hợp này có thể gọi là đập chứa quặng đuôi). Tính đến năm 2000, trên thế giới có khoảng 3.500 hồ chứa đang hoạt động. Phần nước phía trên sẽ đảm bảo quặng đuôi không bị khô, không bị biến thành bụi và phát tán ra môi trường và gây nguy hiểm cho con người. Nhưng hồ chứa quặng đuôi cũng có phần nào nguy hiểm. Nó có thể thu hút các loài động vật hoang dã đến sinh sống như một hồ tự nhiên. Trong khi đó chất lượng nước trong những hồ chứa nước này có thể có vấn đề và gây hại đến sức khỏe đến các sinh vật. Phương pháp lưu trữ trong hồ chứa thường được áp dụng cho quặng đuôi sinh ra trong quá trình chế biến quặng đá gốc hoặc bùn thải trong quá trình khai thác và chế biến cát dầu. Quặng đuôi đôi khi được pha trộn với bùn bentonit để tạo ra lớp bùn dày hơn nhằm cách ly tốt hơn.
Phương pháp này có rất nhiều dạng. Một số dạng phổ biến như tận dụng địa hình thung lũng để ngăn đập tạo hồ chứa, đắp đê vòng trên một địa hình khá bằng phẳng, đào hồ chứa, và hố đào đặc biệt. Phổ biến nhất là các hồ chứa trong thung lũng, ở đây có lợi thế về địa hình tự nhiên. Một con đập có thể được xây dựng và chứa quặng đuôi vào đó. Mỏ lộ thiên sau khi khai thác hết cũng có thể được tận dụng để chứa quặng đuôi. Trong mọi trường hợp, cần phải đáng giá sự ảnh hưởng của hồ chứa đến nước ngầm. Việc tách bớt nước trước khi đem đổ thải cũng là một vấn đề quan trọng. Thường nước được tách bớt ra qua bể lắng trọng lực hay cấu trúc tháp gạn. Nước sau khi tách có thể quay trở lại quy trình chế biến khoáng sản. Sau khi hồ chứa đầy trầm tích của quặng đuôi, sẽ tiến hành công tác đóng cửa. Một cấu trúc không thấm nước sẽ được phủ lên bề mặt. Nước xâm nhập vào sẽ phải được bơm ra liên tục trong tương lai.

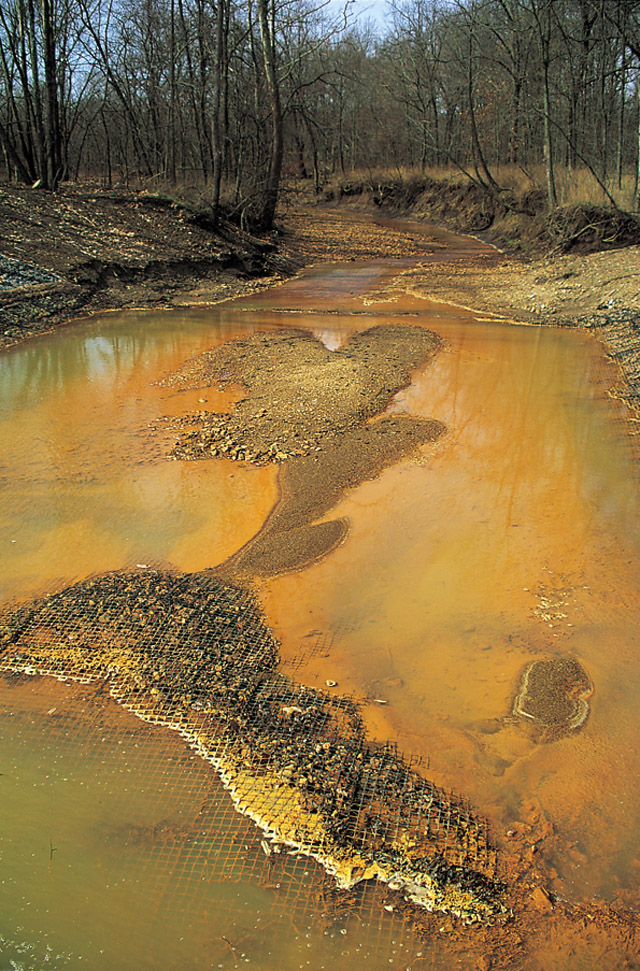
Nước suối có màu vàng do dòng thải axit mỏ từ khai thác than bề mặt.

Sự cố nguy hiểm nhất là vỡ đập. Ở Mỹ, vụ việc lớn nhất trong lịch sử là vỡ một con đập bùn than Buffalo Creek Flood ở West Virginia. Tai nạn làm 125 người thiệt mạng. Một ví dụ khác là thảm họa môi trường Ok Tedi ở New Guinea, phá hủy ngành thủy sản trên sông Ok Tedi. Trung bình mỗi năm trên thế giới có một tai nạn lớn liên quan đến đập chứa. Hồ chứa quặng đuôi cũng có thể là nguồn gốc của sự thoát nước mỏ axit, dẫn đến phải có sự giám sát thường xuyên chất lượng nước trong hồ chứa. Khi xảy ra sự thoát nước mỏ axit, chi phí để xử lý có thể tăng lên gấp 10 lần so với ban đầu

### Sử dụng chất keo
Sử dụng chất keo thường được dùng để nâng cao hiệu quả trong phương pháp lưu trữ bằng hồ chứa. Quặng đuôi dạng bùn loãng sẽ được làm đặc bằng chất keo. Chất keo sẽ làm phần chất rắn trong bùn lắng nhanh, nước được tách ra, phần thu được sẽ có dạng sệt đồng nhất như kem đáng răng). Ưu điểm của phương pháp này là tách được nhiều nước trong bùn thải, nước có thể quay lại ngay quy trình chế biến quặng. Quặng đuôi sẽ ổn định và khó ảnh hưởng tới môi trường hơn trong chất keo. Tuy nhiên thể tích cũng như khối lượng của quặng đuôi thải ra lớn hơn bình thường, chi phí cũng tăng lên
khi sử dụng chất keo, sự vận chuyển chất thải từ khu vực chế biến đến hồ chứa cũng khó khăn hơn. Chất keo được sử dụng ở một số địa điểm trên khắp thế giới như đặp Sunrise ở Tây Úc và mỏ vàng Bulyanhulu ở Tanzania.

### Làm khô và xếp chồng
Quặng đuôi không cần phải được lưu trữ trong các hồ chứa hoặc thải ra dưới dạng bùn vào đại dương, sông, suối. Quặng đuôi dạng bùn sẽ được tách nước và cô đặc tối đa khi qua hệ thống hút chân không, hệ thống bơm lọc áp suất cao. Chất thải sau đó có thể được phơi khô và xếp chồng lên nhau. Phương pháp này áp dụng tốt trong môi trường khô hạn, nguồn nước cung cấp cho quá trình chế biến khoáng sản bị hạn chế. Quặng đuôi sẽ giảm tác động đến môi trường và giảm khản năng rò rỉ tiềm tàng, không gian được sử dụng để lưu trữ nó. Tuy nhiên phương pháp này lại đẩy chi phí xử lý lên cao do chi phí vốn để mua và vận hành hệ thống lọc, chi phí điện, chi phí thay thế vải lọc và chi phí vận chuyển quặng đuôi.

### Lưu trữ ngầm
Người ta có thể tận dụng những hang động ngầm, hang caster ngầm để bơm quặng đuôi vào sau khi trộn với xi măng đặc biệt. Đây là một phương pháp đắt tiền hơn lưu trữ trong hồ chứa nhưng phương pháp này không cần tốn không gian lưu trữ trên mặt đất, tăng sự ổn định cũng như khản năng chịu tải của đất.

### Đổ ra ven sông
Thường được gọi là RTD (Riverine Tailings Disposal). Trong hầu hết các dạng môi trường, đây không phải là một hành động thân thiện với môi trường.
Nó đã được sử dụng nhiều trong quá khứ dẫn đến thiệt hại lớn đối với môi trường như trong trường hợp ở Tasmania do công ty đường sắt và khai thác mỏ núi Lyell thải chất thải vào sông vua, hoặc trường hợp ngộ độc ở Panguna, đảo Bougainville, dẫn đến sự bất ổn trên đảo và dẫn đến đóng cử hoàn toàn mỏ. Đến năm 2005 chỉ còn ba mỏ của các công ty quốc tế còn sử dụng phương pháp này là mỏ Ok Tedi, mỏ Grasberg, mỏ Porgera, tất cả đều ở New Guinea. Phương pháp này chỉ được sử dụng trong những trường hợp do hoạt động địa chấn và sạt lở đất nguy hiểm dẫn đến không thức hiện được bằng các cách khác.

### Thải ngầm xuống đại dương
Thường được gọi là STD (Submarine Tailings Disposal) hoặc DSTD (Deep Sea Tailings Disposal). Quặng đuôi được vận chuyển bằng một đường ống đến một vực sâu dưới đáy đại dương. Thực tế đây không phải là một phương pháp hoàn hảo, không có gì đảm bảo quặng đuôi không ảnh hưởng đến môi trường. Khi sử dụng STD, nó có thể tàn phá môi trường đáy biển. Các thành phần nguy hiểm trong quặng đuôi có thể di chuyển đi rất xa, thậm chí nổi lên bề mặt. Phương pháp này đang được sử dụng ở mỏ vàng trên đảo Lihir; việc xử lý này đang gây tranh cãi giữa các nhà môi trường với ý kiến nó gây tổn hại to lớn, trong khi các chủ mỏ lại cho rằng nó không có hại. Ưu điểm của phương pháp này là rẻ tiền, không cần không gian lưu trữ quặng đuôi trên mặt đất.

### Ổn định bằng thực vật
Ổn định bằng thực vật là một hình thức cải tạo đất bằng thực vật, sử dụng thảm thực vật có khả năng tích lũy cao để tích lũy và ổ định các chất độc hại trong quặng đuôi. Chất ô nhiễm sẽ bị cô lập trong đất gần rễ. Thảm thực vật có nhiệm vụ làm giảm sự xói mòn do gió, rễ cây ngăn sự xói mòn do nước. Một số kim loại nặng sẽ được cây hấp thụ hoặc tích lũy xung quanh khu vực rễ. Chất ô nhiễm sẽ trở nên ít linh động hơn và ít ảnh hưởng tới con người cũng như các loài động vật. Phương pháp này phù hợp với môi trường khô. Công nghệ mới trong phương pháp này là phát triển loài tảo có thể hấp thụ plutoni và urani trong quặng đuôi đang được nghiên cứu bởi Pan Pacific.

### Các phương pháp khác
Nhiều nghiên cứu mới đang được tiến hành nhằm tìm ra những phương pháp tốt hơn. Nghiên cứu tại mỏ vàng Porgera đang tập trung vào phát triển
một phương pháp kết hợp quặng đuôi với đá thải và chất bùn để tạo ra một sản phẩm có thể chứa trong các bãi rác thông thường. Điều này sẽ cho phép mỏ ngừng thải quặng đuôi ra sông như trước đây. Hay như ý tưởng biến một số loại bùn quặng đuôi thành vật liệu nung gạch, vật liệu xây dựng đang được nghiên cứu kỹ. Một số thiết kế thành công như AMEC được áp dụng tại mỏ Elkview ở British Columbia.

## Tái chế
Kỹ thuật khai thác và chế biến mỏ ngày càng hiện đại, cho phép nâng khản năng tách các khoáng sản kinh tế ra khỏi quặng. Điều này có nghĩa là có thể lại tách thêm được khoáng sản ra khỏi phần quặng đuôi mà trước đó đã thải bỏ. Một ví dụ là bãi quặng đuôi của Kalgoorlie / Boulder ở Tây Úc đã được KalTails Mining tái chế và thu được lợi nhuận từ những năm 1990.